# Fate/Grand Order Absolute Demonic Front: Babylonia
Fate/Grand Order Absolute Demonic Front: Babylonia (Fate/Grand Order -絶対魔獣戦線バビロニア- Feito/Gurando Ōdā: Zettai majū sensen Babironia?) es una serie de anime de fantasía producida por CloverWorks. Forma parte de la franquicia Fate de Type-Moon y es una adaptación del capítulo "Babylonia" del juego de rol para móviles Fate/Grand Order de Delightworks / Aniplex. La serie se emitió en Japón del 5 de octubre de 2019 al 21 de marzo de 2020.

## Argumento
Año 2016 d. C., los cimientos de la humanidad han sido incinerados por el Rey Mago Salomón. Chaldea, una organización secreta de magos con la misión de preservar el futuro de la humanidad, previó la extinción de la humanidad en 2015. Así comenzó la operación para reparar las Singularidades en la historia causadas por los Santos Griales dispersos a través del tiempo y el espacio: Operación Grand Order. Utilizando la tecnología de viaje en el tiempo Rayshift, el último maestro de Chaldea, Ritsuka Fujimaru, y su demi-sirviente Mash Kyrielight han viajado a seis Singularidades y las han resuelto. Ahora, parten hacia su destino más peligroso hasta el momento: una civilización en la Edad de los Dioses, Mesopotamia 2655 a. C. Ritsuka y Mash pronto descubren que las Bestias Demoníacas vagan por la tierra con la Alianza de las tres Diosas, atacando a la gente y a las ciudades. En medio del caos y el terror se encuentra la última defensa de la humanidad: Uruk, una ciudad fortaleza que actúa como primera línea de batalla contra las bestias. El frente de batalla está comandado nada menos que por el Rey Gilgamesh, el Rey de los Héroes, que asumió el papel de mago e invocó a los espíritus heroicos para proteger su ciudad.

## Producción
Fate/Grand Order Absolute Demonic Front: Babylonia fue anunciado por primera vez el 29 de julio de 2018 por Aniplex como una adaptación de la misión "Order VII: The Absolute Frontline in the War Against the Demonic Beasts: Babylonia" de Fate/Grand Order. Aniplex había hecho previamente una encuesta en enero, en la que se preguntaba a los fanes cuál era su misión favorita y qué tipo de desarrollo futuro les gustaría ver para la franquicia; la misión "Babylonia" y el "anime de televisión" ocuparon los primeros puestos, respectivamente. el anime es producido por CloverWorks. Toshifumi Akai dirige la serie, mientras que Miyuki Kuroki ejerce de ayudante de dirección, Takashi Takeuchi es el principal diseñador de personajes, Tomoaki Takase se encarga de los diseños de los mismos y Keita Haga y Ryo Kawasaki componen la música de la serie.

### Adaptación
En una entrevista para la revista Newtype, el productor de CloverWorks, Yūichi Fukushima, declaró que, aunque la adaptación al anime no cubre el principio del videojuego, será accesible incluso para aquellos que no jueguen al juego. Shizuka Kurosaki dijo también que "Piensa en cada adaptación como una visión diferente de Chaldea y la Singularidad. No es necesario ver la serie de televisión antes de las películas.

## Medios

### Anime
El anime se emitió del 5 de octubre de 2019 al 21 de marzo de 2020 en Tokio MX, BS11, GTV, GYT y MBS durante 21 episodios. Un episodio especial titulado Episodio 0: Initium Iter, que tiene lugar antes de los eventos del anime, se reveló en el evento "Fate/Grand Order Fes. 2019 ~Chaldea Park~" el 3 de agosto de 2019 y posteriormente se transmitió en Japón a través del juego para smartphones Fate/Grand Order del 4 al 11 de agosto de 2019. Aniplex of America tiene la licencia de la serie en Estados Unidos y Canadá, y la transmite en el servicio de streaming FunimationNow, mientras que AnimeLab transmite la serie en Australia y Nueva Zelanda. Crunchyroll se encarga de la distribución del anime en Latinoamérica en su plataforma. Aniplex of America también presentó el estreno de los dos primeros episodios en el Aratani Theatre de Los Ángeles el 29 de septiembre de 2019. Unison Square Garden interpretó el tema de apertura de la serie "Phantom Joke". Eir Aoi interpretó el primer tema de cierre de la serie "Hoshi ga furu Yume" (星が降るユメ?  "Sueños en las estrellas fugaces".) mientras que milet interpretó el segundo tema de cierre de la serie "Prover" y el tercer tema de cierre "Tell me".